# Comunidade de Inteligência dos Estados Unidos
Comunidade de Inteligência dos Estados Unidos (CI) é uma federação de 17 agências governamentais independentes dos Estados Unidos que trabalham separadamente e em conjunto para realizar atividades de inteligência consideradas necessárias para a condução das relações externas e da segurança nacional do país. As organizações membros da CI incluem agências de inteligência, inteligência militar e inteligência civil e escritórios de análise dentro dos departamentos executivos federais. A Comunidade de Inteligência é chefiada pelo Diretor Nacional de Inteligência (DNI), que se reporta ao Presidente dos Estados Unidos.
Entre as suas variadas responsabilidades, os membros da Comunidade recolhem e produzem inteligência externa e interna, contribuem para o planejamento militar e realizam espionagem. A CI foi criada pela Ordem Executiva 12333, assinada em 4 de dezembro de 1981, pelo presidente Ronald Reagan.
O The Washington Post relatou em 2010 que havia 1.271 organizações governamentais e 1.931 empresas privadas em 10 mil locais nos Estados Unidos, que estão trabalhando no combate ao terrorismo, segurança interna e inteligência, e que a CI como um todo inclui 854 mil pessoas. De acordo com um estudo de 2008 pelo Escritório do Diretor de Inteligência Nacional, trabalhadores privados compõem 29% da força de trabalho da Comunidade e custam o equivalente a 49% de seus orçamentos de pessoal.

## Organização
| Departamento Executivo | Agência                                                               | Agência                                                       | Agência | Organização relacionada            | Data de fundação       |
| Departamento Executivo | Selo                                                                  | Nome da agência                                               | Sigla   | Organização relacionada            | Data de fundação       |
| ---------------------- | --------------------------------------------------------------------- | ------------------------------------------------------------- | ------- | ---------------------------------- | ---------------------- |
| Defesa                 | Selo do Escritório de Inteligência Naval                              | Escritório de Inteligência Naval                              | ONI     | Marinha dos Estados Unidos         | 23 de março de 1882    |
| Defesa                 | Selo da Agência de Segurança Nacional                                 | Agência de Segurança Nacional                                 | NSA     | Serviço Central de Segurança       | 4 de novembro de 1952  |
| Defesa                 | Selo do Escritório Nacional de Reconhecimento                         | Escritório Nacional de Reconhecimento                         | NRO     | —                                  | 25 de agosto de 1960   |
| Defesa                 | Selo do Centro Nacional de Inteligência Aérea e Espacial              | Centro de Inteligência Aérea e Espacial                       | NASIC   | Força Aérea dos Estados Unidos     | 1 de julho de 1961     |
| Defesa                 | Selo da Agência de Inteligência de Defesa                             | Agência de Inteligência de Defesa                             | DIA     | —                                  | 1 de outubro de 1961   |
| Defesa                 | Selo do Corpo de Inteligência Militar do Exército dos Estados Unidos  | Corpo de Inteligência Militar                                 | MIC     | Exército dos Estados Unidos        | 1 de julho de 1962     |
| Defesa                 | Selo da Agência de Inteligência do Corpo de Fuzileiros Navais         | Agência de Inteligência do Corpo de Fuzileiros Navais         | MCIA    | Corpo de Fuzileiros Navais         | 1 de julho de 1987     |
| Defesa                 | Selo da Agência Nacional de Informação Geoespacial                    | Agência Nacional de Informação Geoespacial                    | NGA     | —                                  | 1 de outubro de 1996   |
| Defesa                 | Selo do Centro Nacional de Inteligência Espacial                      | Centro Nacional de Inteligência Espacial                      | NSIC    | Força Espacial dos Estados Unidos  | 24 de junho de 2022    |
| Segurança Interna      | Selo da Agência de Inteligência da Guarda Costeira dos Estados Unidos | Agência de Inteligência da Guarda Costeira dos Estados Unidos | CGI     | Guarda Costeira dos Estados Unidos | 1915                   |
| Segurança Interna      | Selo do Escritório de Inteligência e Análise                          | Escritório de Inteligência e Análise                          | DHS-I&A | —                                  | 3 de agosto de 2007    |
| Estado                 | Selo do Escritório de Inteligência e Pesquisa                         | Escritório de Inteligência e Pesquisa                         | BIR     | —                                  | 1 de outubro de 1945   |
| Tesouro                | Selo do Escritório de Inteligência e Análise                          | Escritório de Inteligência e Análise                          | OIA     | —                                  | 13 de dezembro de 2003 |